# Peter Jacob Wilster
Peter Jacob Wilster (1655 – 1725) var en dansk officer, bror til Joachim Jacob, Martin Jacob og Daniel Jacob Wilster.

## Den Skånske Krig
Han var søn af Johan Jacobsen Wilster (1630-1693). 1674 blev han vagt på Tøjhuset, 1676 fyrværker og 1677 stykjunker; han deltog som sådan i krigen 1678-79 og blev i sidstnævnte år ansat ved artilleriet i Holsten; 1680 rejste han udenlands; 1682 blev han forsat til Københavns Tøjhus, hvor han samme år blev løjtnant, rejste 1683 atter udenlands og vendte ikke tilbage til Danmark, men gik til Norge, hvor han blev ingeniørkaptajn. 1688 var Wilster midlertidig på Bornholm for at deltage i fæstningsarbejdet.

## I Norge
1693 blev han major ved artilleriet og fortifikationen nordenfjelds og fik artillerikompagniet i Trondhjem. Her kom han i strid med kommandanten, general Johan Vibe, som endog satte ham på Munkholm og skrev om ham til krigssekretær Andreas Harboe "at fra hans Top til hans Taa er han beladt med Løgn, Falskhed og Ondskabs Bylder". Kongen tilkendegav dog Vibe, at han havde overskredet sin myndighed, og befalede ham at løslade Wilster. 1698 byttede denne kompagni og fik det i Kongsvinger. Han blev 1700 oberstløjtnant og fik 1701 inspektion over fæstningernes arbejder i Norge og inspektionen over artilleriet i de oplandske fæstninger, Trondhjem medberegnet; fra 1707 måtte han dog dele inspektionen over fæstningsbygningerne med ingeniørkaptajn Caspar Schøller; lidt senere samme år fratrådte han oplandske kompagni og fik akershusiske. 1710 aftrådte Wilster inspektionen over de fæstninger, han hidtil havde haft, til oberstløjtnant Caspar Schøller.

## Krigsret og afskedigelse
1712 fik han karakter som oberst af artilleriet og udnævntes til kommandant i fæstningen Frederiksort med tilladelse til at tage sit akershusiske artillerikompagni med der til. 1716 fik han ordre til at aflevere kommandoskabet og begive sig til København og 1717 til at afgive chefsposten for norske artilleri. Der var nemlig blevet klaget over, at han misbrugte garnisonen, og at han havde forsømt artillerihestene. Da han kom til København, viste det sig, at han også havde brugt korpsets munderingspenge. 1718 nedsattes en krigsret over ham, og han sattes i arrest til 1719 i Kastellet "for hans sælsomme Konduite og deraf følgende Soupçon". Wilster undskyldte sig med, at han for 1709-15 kun havde fået avance, for 1716 og 1717 intet og havde måttet opholde sig hernede i to år. Kongen pardonnerede ham og eftergav ham, hvad munderingspengene overskred hans afregning. 1719 blev han kommandant i Glückstadt, men da han her tillod sig at gøre forandringer i givne bestemmelser, fik han forskellige reprimander af kongen og, da intet hjalp, sin afsked 1720, fordi han havde vist sig "kontrær i Efterlevelsen af vore givne Ordrer, havde brouilleret sig med civile og militære og gjort Indgreb i vore Befalinger". Wilster nægtede at aflevere Protokoller, Kort etc. vedkommende kommandantskabet; først da han truedes med arrest, gav han efter. Han levede derefter i Hamborg og døde 1725. General Woldemar Løvendal giver følgende karakteristik af ham: "han er snurrig og giver en mere at bestille med sin Vigtighed end 3 andre Oberster, men han har sine gode Egenskaber, og sit Artilleri holder han i god Orden".
Han blev 29. december 1684 gift med Marie Sophie Baumann (11. november 1662 - 9. juli 1744 i Christiania), datter af zahlkommissær og proviantforvalter Dominicus Baumann (Braunmann).